# Список городов мира
Организация Объединенных Наций использует 3 определения того, что представляет собой город, поскольку не все города  разных стран классифицируются по одним и тем же критериям. Города могут быть определены как собственно города, региональные агломерации и городские территории.

## Общие определения

### Город
Определяется его административными границами. ЮНИСЕФ описывает город как «население, проживающее в административных границах города или контролируемое непосредственно из города единой властью». В большинстве стран (в том числе в современной России и ранее в СССР) присвоение поселению городского статуса закрепляется законодательно, но в отдельных странах это понятие является не юридическим, а только историческим, обиходным, статистическим и прочее. Согласно рекомендациям ООН, для возможности сопоставления урбанизации стран и других целей, предлагается считать городами все поселения, имеющие 20 тыс. жителей и более. Самый большой город по численности населения, попадающего под определение города, является Чунцин, Китай.

### Региональная агломерация
Название крупных городских агломераций вместе с пригородной зоной. ЮНИСЕФ определяет региональную агломерацию следующим образом: «Официальная территория местного самоуправления, включающая городскую территорию в целом и ее основные пригородные районы, обычно формируемая вокруг города с большой концентрацией людей (т. е. с населением не менее 100 000 человек). В дополнение к собственно городу, мегаполис включает в себя как прилегающую территорию с городским уровнем плотности заселения, так и некоторые дополнительные районы с более низкой плотностью населения, которые прилегают к городу и связаны с ним». Крупнейший город по численности населения, использующий определение региональная агломерация, относящаяся к городской зоне и её основным пригородам — Токио, Япония.

### Городская территория
Городскими территориями могут быть как города, так и агломерации, без учёта территориальных или иных границ внутри городской зоны, но обычно это понятие не распространяется на деревенские или сельские поселения. Крупнейшим городом по численности населения, использующим определение «городская территория» является Токио, Япония.
Ниже следует перечень списков городов мира по алфавиту и по частям света.

## По алфавиту
В список включены как государства, входящие в состав Организации Объединённых Наций, так и частично признанные государства, а также заморские территории. Следует отметить, что некоторые государства представляют собой независимые суверенные города — город-государство.
- Абхазия
- Австралия
- Австрия
- Азербайджан
- Албания
- Алжир
- Американские Виргинские острова[2]
- Ангилья[3]
- Ангола
- Андорра
- Антигуа и Барбуда
- Аргентина
- Армения
- Аруба[4]
- Афганистан
- Багамские острова
- Азербайджан
- Бангладеш
- Барбадос
- Бахрейн
- Белиз
- Беларусь
- Бельгия
- Бенин
- Бермудские острова[3]
- Болгария
- Боливия
- Бонайре, Синт-Эстатиус и Саба[4]
- Босния и Герцеговина
- Ботсвана
- Бразилия
- Британские Виргинские острова[3]
- Бруней
- Буркина Фасо
- Бурунди
- Бутан
- Вануату
- Великобритания
- Венгрия
- Венесуэла
- Восточный Тимор
- Вьетнам
- Габон
- Гаити
- Гайана
- Гамбия
- Гана
- Гваделупа[5]
- Гватемала
- Гвинея
- Гвинея-Бисау
- Германия
- Гибралтар[6]
- Гондурас
- Гренада
- Гренландия[7]
- Греция
- Грузия
- Гуам[2]
- Дания
- Демократическая Республика Конго
- Джибути
- Доминика
- Доминиканская Республика
- Египет
- Замбия
- Западная Сахара
- Зимбабве
- Израиль
- Индия
- Индонезия
- Иордания
- Ирак
- Иран
- Ирландия
- Исландия
- Испания
- Италия
- Йемен
- Кабо-Верде
- Казахстан
- Каймановы острова[3]
- Камбоджа
- Камерун
- Канада
- Катар
- Кения
- Кипр
- Киргизия
- Кирибати
- Китай
- Кокосовые (Килинг) острова[8]
- Колумбия
- Коморские острова
- Косово
- Коста-Рика
- Кот-д’Ивуар
- Куба
- Кувейт
- Кюрасао
- Лаос
- Латвия
- Лесото
- Либерия
- Ливан
- Ливия
- Литва
- Лихтенштейн
- Люксембург
- Маврикий
- Мавритания
- Мадагаскар
- Майотте[5]
- Малави
- Малайзия
- Мали
- Мальдивы
- Мальта
- Марокко
- Мартиника[5]
- Маршалловы Острова
- Мексика
- Микронезия
- Мозамбик
- Молдавия
- Монголия
- Монтсеррат[3]
- Мьянма
- Намибия
- Науру
- Непал
- Нигер
- Нигерия
- Нидерланды
- Никарагуа
- Ниуэ[9]
- Новая Каледония[5]
- Новая Зеландия
- Норвегия
- Объединенные Арабские Эмираты
- Оман
- Пакистан
- Палау
- Панама
- Папуа — Новая Гвинея
- Парагвай
- Перу
- Питкэрн[3]
- Польша
- Португалия
- Пуэрто-Рико[2]
- Республика Конго
- Реюньон[5]
- Россия
- Румыния
- Сальвадор
- Самоа
- Американское Самоа[2]
- Сан-Марино
- Сан-Томе и Принсипи
- Саудовская Аравия
- острова Святой Елены, Вознесения и Тристан-да-Кунья[3]
- Северные Марианские острова[2]
- Северная Корея
- Северная Македония
- Сейшельские Острова
- Сен-Бартелеми[5]
- Сен-Мартен[5]
- Сен-Пьер и Микелон[5]
- Сент-Винсент и Гренадины
- Сент-Китс и Невис
- Сент-Люсия
- Сенегал
- Сербия
- Сингапур
- Синт-Мартен
- Сирия
- Словакия
- Словения
- Соломоновы Острова
- Сомали
- Судан
- Суринам
- США
- Сьерра-Леоне
- Таджикистан
- Тайвань
- Таиланд
- Танзания
- Острова Теркс и Кайкос[3]
- Того
- Токелау[10]
- Тонга
- Тринидад и Тобаго
- Тувалу
- Тунис
- Туркменистан
- Турция
- Уганда
- Узбекистан
- Украина
- Уругвай
- Фарерские острова[7]
- Фиджи
- Филиппины
- Финляндия
- Фолклендские острова[11]
- Франция
- Французская Гвиана[12]
- Французская Полинезия[5]
- Хорватия
- Центральноафриканская Республика
- Чад
- Черногория
- Чехия
- Чили
- Швейцария
- Швеция
- Шри-Ланка
- Эквадор
- Экваториальная Гвинея
- Эритрея
- Эсватини
- Эстония
- Эфиопия
- Южная Корея
- Южная Осетия
- Южно-Африканская Республика
- Южный Судан
- Ямайка
- Япония

## По частям света

### Африка
| - Алжир - Ангола - Бенин - Ботсвана - Буркина-Фасо - Бурунди - Габон - Гамбия - Гана - Гвинея - Гвинея-Бисау - Демократическая Республика Конго - Джибути - Египет - Замбия - Западная Сахара - Зимбабве - Кабо-Верде - Камерун - Кения - Коморские острова - Кот-д’Ивуар - Лесото - Либерия - Ливия - Маврикий - Мавритания - Мадагаскар - Майотте - Малави - Мали - Мозамбик - Марокко - Намибия - Нигер - Нигерия - острова Святой Елены, Вознесения и Тристан-да-Кунья - Республика Конго - Реюньон - Руанда - Сан-Томе и Принсипи - Сейшельские Острова - Сенегал - Сомали - Судан - Сьерра-Леоне - Танзания - Того - Тунис - Уганда - Центральноафриканская Республика - Чад - Экваториальная Гвинея - Эритрея - Эсватини - Эфиопия - ЮАР - Южный Судан |

### СевернаяиЮжная Америка
| - Американские Виргинские острова - Ангилья - Антигуа и Барбуда - Аруба - Багамские острова - Барбадос - Бонайре, Синт-Эстатиус и Саба - Британские Виргинские острова - Гаити - Гваделупа - Гренада - Доминика - Доминиканская Республика - Каймановы острова - Куба - Кюрасао - Мартиника - Монтсеррат - Пуэрто-Рико - Сен-Бартелеми - Сен-Мартен - Сент-Винсент и Гренадины - Сент-Китс и Невис - Сент-Люсия - Синт-Мартен - Тринидад и Тобаго - Острова Теркс и Кайкос - Ямайка | - Белиз - Гватемала - Гондурас - Коста-Рика - Никарагуа - Панама - Сальвадор | - Бермудские острова - Гренландия - Канада - Мексика - Сен-Пьер и Микелон - США | - Аргентина - Боливия - Бразилия - Венесуэла - Гайана - Колумбия - Парагвай - Перу - Суринам - Уругвай - Фолклендские острова (Вб) - Французская Гвиана (Фр) - Чили - Эквадор |

### Азия
| - Абхазия - Азербайджан - Армения - Афганистан - Бангладеш - Бахрейн - Бруней - Бутан - Восточный Тимор - Вьетнам - Грузия - Израиль - Индия - Индонезия - Иордания - Ирак - Иран - Йемен - Казахстан - Камбоджа - Катар - Кипр - Киргизия - Китай - Кувейт - Лаос - Ливан - Малайзия - Мальдивы - Монголия - Мьянма - Непал - Объединенные Арабские Эмираты - Оман - Пакистан - Палестина - Россия - Саудовская Аравия - Северная Корея - Сингапур - Сирия - Таджикистан - Тайвань - Таиланд - Туркменистан - Турция - Узбекистан - Филиппины - Шри-Ланка - Южная Корея - Южная Осетия - Япония |

К числу одновременно азиатских и европейских государств относятся трансконтинентальные государства Турция и Казахстан, так как меньшая часть их территории находится в Европе, а бо́льшая часть, в том числе и их столицы, в Азии.
В зависимости от варианта проведения границы Европа-Азия (по Кумо-Манычской впадине, как это чаще всего принято в Европе, или же по водоразделу Большого Кавказа, как это более всего принято в Америке) Северный Кавказ может быть отнесён к Азии или же к Европе; в последнем случае у Азербайджана и Грузии, у которых 10 % и 5 % территории располагаются к северу от водораздела Большого Кавказа, могут быть условно отнесены к трансконтинентальным государствам, у которых бо́льшая часть территории и столицы обоих государств находятся в Азии. Геополитически эти страны также часто относят к европейским.
Иногда, исходя из историко-культурных критериев, к европейским государствам причисляют географически полностью расположенные в Азии Кипр и Армению.

### Европа
| - Австрия - Албания - Андорра - Беларусь - Бельгия - Болгария - Босния и Герцеговина - Великобритания - Венгрия - Германия - Гибралтар - Греция - Дания - Ирландия - Исландия - Испания - Италия - Косово - Латвия - Литва - Лихтенштейн - Люксембург - Мальта - Молдавия - Монако - Нидерланды - Норвегия - Польша - Португалия - Россия - Румыния - Сан-Марино - Северная Македония - Сербия - Словакия - Словения - Украина - Фарерские острова - Финляндия - Франция - Хорватия - Черногория - Чехия - Швейцария - Швеция - Эстония |

### АвстралияиОкеания
| - Австралия - Вануату - Гуам - Кирибати - Маршалловы Острова - Федеративные Штаты Микронезии - Науру - Новая Зеландия - Новая Каледония - Ниуэ - Палау - Папуа-Новая Гвинея - Питкэрн - Самоа - Американское Самоа - Северные Марианские острова - Соломоновы Острова - Токелау - Тонга - Тувалу - Уоллис и Футуна - Французская Полинезия - Французская Южная территория |